# Cis aurasiacus
Cis aurasiacus là một loài bọ cánh cứng trong họ Ciidae. Loài này được Peyerimhoff miêu tả khoa học năm 1919.